# Edson Cordeiro (álbum)
Edson Cordeiro é o álbum de estreia do cantor Edson Cordeiro, lançado em 1992 pela gravadora Columbia Records. Recebeu da ABPD o disco de ouro. O álbum conta com a participação da cantora Cássia Eller na faixa "A Rainha da Noite / I Can't Get No (Satisfaction)", junção da ópera de Mozart com a canção da banda Rolling Stones.

## Faixas
| N.º | Título | Compositor(es)                                                                      | Duração |  |
| 1.  | "Creole Love Call"                                                                                            | Duke Ellington                                                                      | 4:39    |  |
| 2.  | "La Séguedille (da ópera "Carmen")"                                                                           | Georges Bizet                                                                       | 3:26    |  |
| 3.  | "Baioque / Baião (Música Incidental)"                                                                         | Chico Buarque / Humberto Teixeira, Luiz Gonzaga                                     | 3:05    |  |
| 4.  | "Naturträne"                                                                                                  | Nina Hagen                                                                          | 2:52    |  |
| 5.  | "Sometimes I Feel Like A Motherless Child"                                                                    | Van Morrison                                                                        | 4:10    |  |
| 6.  | "A Rainha Da Noite (Da ópera "A Flauta Mágica") / I Can't Get No (Satisfaction)" (Participação: Cássia Eller) | Wolfang Amadeus Mozart / Keith Richards, Mick Jagger                                | 2:37    |  |
| 7.  | "Kiss" | Prince                                                                              | 1:31    |  |
| 8.  | "A Lua É Um Balão (Moon Is Made Of Gold)"                                                                     | Geraldo Carneiro (versão), Rickie Lee Jones, Rob Wasserman                          | 4:19    |  |
| 9.  | "Mercedes Benz"                                                                                               | Bob Neuwirth, Janis Joplin, Michael McClure                                         | 2:28    |  |
| 10. | "Down Em Mim"                                                                                                 | Cazuza                                                                              | 3:00    |  |
| 11. | "Voz de Mulher / Fascinação (Fascination) (Música Incidental)"                                                | Abel Silva, Armando Louzada, Fermo Dante Marchetti, Maurice De Féraudy, Sueli Costa | 4:02    |  |

| Críticas profissionais                                                      | Críticas profissionais |
| Avaliações da crítica                                                       | Avaliações da crítica  |
| Fonte                                                                       | Avaliação              |
| --------------------------------------------------------------------------- | ---------------------- |
| allmusic                                                                    | [ 5 ]                  |
| Esta tabela precisa de ser acompanhada por texto em prosa. Consulte o guia. |                        |

## Certificações
| Brasil (ABPD)                             | Ouro | 1993 | 100.000 |
| *número de vendas baseado na certificação |      |      |         |